# Sewellia albisuera
Sewellia albisuera är en fiskart som beskrevs av Jörg Freyhof 2003. Sewellia albisuera ingår i släktet Sewellia och familjen grönlingsfiskar. IUCN kategoriserar arten globalt som akut hotad. Inga underarter finns listade i Catalogue of Life.